# Qualipac Aurillac
Qualipac Aurillac (anciennement Auriplast) est une entreprise française de plasturgie. Elle est basée à Aurillac, dans le Cantal.
Auriplast est aujourd'hui une filiale du Groupe Pochet.

## Histoire
Aujourd'hui la production principale d'Auriplast est dirigée vers la parfumerie et les cosmétiques de luxe, tels Yves Saint Laurent, Procter & Gamble, L'Oréal, Guerlain, Dior, Givenchy, Nina Ricci, Escada, Bulgari, Boucheron, et beaucoup d'autres.
Quelques dates
- 1852 : Fabrique de parapluies en bois
- 1964 : Premier traitement de surface sur métaux
- 1976 : Diversification de l'activité vers le secteur parfumerie
- 1978 : Implantation première chaîne automatique de galvanoplastie
- 1984 : Création d'Auriplast - Groupe Sommer Allibert
- 1990 : Implantation d'une deuxième chaîne de galvanoplastie
- 1991 : Création de Qualipac (Allibert + Pochet)
- 2001 : Augmentation des capacités de production
- 2004 : Pochet devient actionnaire à 100 % de Qualipac
- 2008 : Agrandissement et reconfiguration de l'usine (+12 000 m2)
- 2010-2011 : Poursuite de l'automatisation des process
- 2017 : 10 millions d'euros investis dans une nouvelle chaîne de galvanoplastie[3]
- 2020 : une des deux usines fermées à Aurillac et 40 postes supprimés[1]

## Moyens
L'usine est particulièrement spécialisée dans le dépôt de métal et le traitement de surface.
Les équipes techniques réalisent l'injection et la bi-injection des matières plastiques, ainsi que les méthodes d'assemblage et de décoration incluant toutes sortes de parachèvements.

## Production
L'entreprise, spécialisée dans le packaging pour les parfums et les cosmétiques, produit actuellement entre 200 000 et 300 000 pièces par jour, concernant notamment les flacons de parfum, boîtiers de maquillage, tubes pour rouge à lèvres ou encore pots de soin pour les plus grandes marques.